# Мрежица (сазвежђе)
Мрежица (лат. Reticulum) је мало и слабо сазвежђе јужне хемисфере, једно од 88 савремених сазвежђа. Дефинисао га је швајцарски часовничар Исак Хабрехт 1621. године под називом Ромб. Француски астроном Никола Луј де Лакај га је преименовао у Мрежицу, по мрежицама у окуларима телескопа које служе за прецизно мерење растојања између објеката на небу. Под именом Мрежица је и уврштено у списак савремених сазвежђа 1922. године на Првој генералној скупштини Међународне астрономске уније.

## Звезде
Најсјајнија звезда овог сазвежђа је алфа Мрежице, светли џин G класе, магнитуде 3,35. Алфа Мрежице је удаљена од Сунца око 163 светлосне године.
Бета Мрежице је тројни систем чија је примарна компонента субџин К класемагнитуде 3,84. Налази се на око 100 светлосних година од Сунца.
HD 29383 је променљива звезда звезда типа Мире Кита, која је од Земље удаљена око 5000 светлосних година.
Епсилон Мрежице је бинарни систем кога чине наранџасти субџин и бели патуљак, удаљени око 59 светлосних година од Сунца. Око примарне компоненте кружи вансоларна планета.

## Објекти дубоког неба
У сазвежђу мрежица се налази спирална галаксија NGC 1559 у којој је врло интензивно формирање звезда. Оба крака и пречка су снажни извори радио-зрачења. У овој галаксији је 2005. детектована супернова типа 1а.